# Néot-Mordéhaï
Néot-Mordéhaï (נאות מרדכי) est un kibboutz situé dans la vallée de la Houla, à 6 km au sud de Qiryat Shemona et à l'ouest du Jourdain.

## Histoire
Il est créé le 2 novembre 1946 pour l'anniversaire de la déclaration Balfour. Son nom rappelle le souvenir de Mordéhaï Rozovsky, leader sioniste et homme d'affaires argentin.
Les fondateurs de Néot-Mordéhaï sont originaires de Tchécoslovaquie, d'Autriche et d'Angleterre et formés préalablement au travail de la terre à Nahariya.
Lors de la Guerre d'Indépendance, le kibboutz essuie de nombreux tirs et bombardements. Les enfants seront évacués dès le début des hostilités. À l'issue de la guerre, le kibboutz compte 120 membres.
Aujourd'hui Néot-Mordéhaï abrite 900 membres et vit de ses activités agricoles ainsi que des revenus d'une usine de chaussures nationalement connue.
Un des membres fondateurs du kibboutz a été Ehoud Avriel, envoyé des Juifs de Palestine en Europe pendant les années précédant la naissance de l'État d'Israël, puis diplomate israélien. 